# Gillham
La ville américaine de Gillham est située dans le comté de Sevier, dans l’État de l’Arkansas. Sa population s’élevait à 160 habitants lors du recensement de 2010.

## Démographie
| 1910 | 1920 | 1930 | 1940 | 1950 | 1960 |
| ---- | ---- | ---- | ---- | ---- | ---- |
| 291  | 317  | 242  | 238  | 207  | 177  |

| 1970 | 1980 | 1990 | 2000 | 2010 | - |
| ---- | ---- | ---- | ---- | ---- | - |
| 200  | 252  | 210  | 188  | 160  | - |

## Source
- (en) Cet article est partiellement ou en totalité issu de l’article de Wikipédia en anglais intitulé « Gillham, Arkansas » (voir la liste des auteurs).